# Biliárd a Dobray szállóban
Dušan Šarotar, szlovén író történelmi regénye, mely Muraszombat nehéz időszakát, a második világháború utolsó napjait idézi fel.

## Tartalom
|  | Alább a cselekmény részletei következnek! |

A regény Muraszombatban játszódik, ebben az elfeledett városban, az 1945-ös eseményeket mutatja be tulajdonképpen egyetlen éjszaka leforgása alatt: a német és a magyar csapatok kivonulását, az oroszok megérkezését, valamint az Auschwitzból hazatérő zsidó származásúak hazatértét. Emellett képet kapunk a háború vonásairól Muraszombatban: a kereskedelem, a titkos alkudozás a tekintéllyel, erővel és az irigység. A régi idők jelképe a Dobray Szálló, mely korábban csillogó hotel volt, 1945. márciusára már csak a magyar katonák hadiszállása, akik tudták, hogy hamarosan haza kell menniük, csupán egy pincére maradt a vendéglőnek, Laci, az emeleti szobákban pedig a prostituáltak. Az új korszak jövetele előtt még egyszer biliárdoznak egyet Muraszombat vezetői, köztük: Benkó nagykereskedő és Sárdy József, a katonai rögtönítélő bíróság kirendeltségének titkára.
A regény állandó motívuma a mindent látó szem, a regény keretét pedig Franz Schwartz hazaérkezése alkotja, aki szeme által mintegy fényképeket láthatunk Muraszombat 1945-ös márciusáról. Az elbeszélő így írja le ezeket a napokat: „Az embereket talán egyedül a meghittség fűzi valódi közösséggé, és mivel éppen a meghittség, a szeretet és a fájdalom határoz meg és választ el a természet titokzatos világától, erről hallgattak legmélyebben azokban a napokban, ez akkor haldokolt.”
„Azon az éjszakán talán a föld is magába roskadt, ahogy itt mondogatták, ha valaki magába zárkózott, elhallgatott és üres tekintettel meredt a világba. Örök idők óta ilyenek voltak itt az emberek, hasonlóan ehhez a csendes, békés és magába forduló tájhoz, amely mégis mindenkit megérintett, aki ide érkezett” – jellemzi a muravidékieket a narrátor.
Dušan Šarotar a Biliárd a Dobray szállóban c. regénnyel állít emléket Muraszombat városának.
|  | Itt a vége a cselekmény részletezésének! |

## Magyarul
- Biliárd a Dobray szállóban. Regény; ford. Gállos Orsolya; Pro Pannonia, Pécs, 2012 (Pannónia könyvek)